# Śambhala

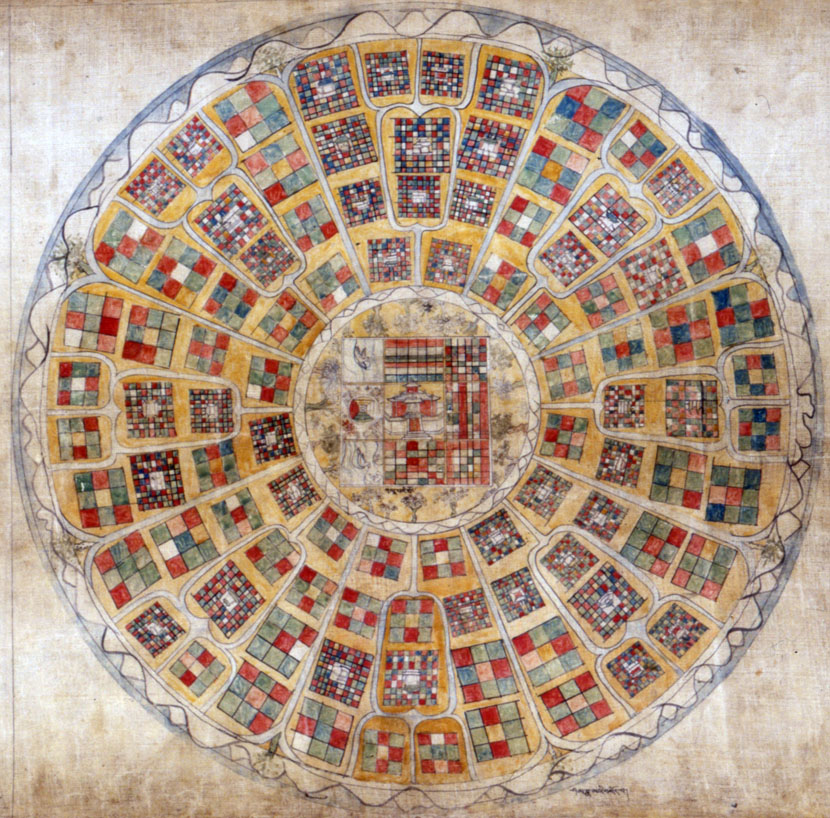
Dipinto tibetano del XVI secolo che rappresenta Śambhala, conservato presso il Rubin Museum of Art di New York

Śambhala (sanscrito, devanāgarī: शम्भल; tibetano: བདེ་འབྱུང, bde ’byung; anche sham bha la, ཤམ་བྷ་ལ; anche Sambhala o adattato come Shambhala) è, secondo il Kālacakratantra, e quindi per la tradizione del buddismo tibetano, il nome di un regno mitico e segreto situato a nord dell'India, o a nord della regione himalayana.
Il toponimo "Śambhala" ha origine nella tradizione hindū dove, nel Mahābhārata e in alcuni Purāṇa, indica un villaggio di brahmani, collocato in luogo imprecisato, nel quale, secondo le profezie lì riportate, alla fine di questa era oscura detta del kali-yuga nascerà l'ultimo avatāra di Visnù, Kalki, al fine di ristabilire la giustizia e il dominio dei brahmani.
Nella religione tibetana non-buddista detta Bon, la località mitica di Tazik (anche Wolmo Lungrig, 'Olmo lung ring) sarebbe un corrispettivo allo Śambhala buddista.

## Origini e contenuti del mito buddista tibetano di Śambhala
Il mito inerente al regno segreto di Śambhala attiene a quella scrittura, databile intorno al X secolo, conservata nel Canone buddista tibetano (al Toh. 362 con il titolo དུས་ཀྱི་འཁོར་ལོ་རྒྱུད, dus kyi ’khor lo rgyud) avente il titolo comune in lingua sanscrita di Kālacakratantra.
In tale testo, introdotto nel Tibet intorno all'XI secolo con l'arrivo di paṇḍita indiani di fede buddista, viene narrato che il Buddha Śākyamuni (in tibetano: སངས་རྒྱས་ཤ་ཀྱ་ཐུབ་པ, Sangs rgyas sha kya thub pa'), il 15º giorno del terzo mese dall'illuminazione si trovava sul Gṛdhrakūṭaparvata (tibetano: བྱ་རྒོད་ཕུང་པོའི་རི་, Bya rgod phung po’i ri), ove stava insegnando lo Śatasāhasrikāprajñāpāramitā (tibetano: ར་ཕྱིན་སྟོང་ཕྲག་བརྒྱ་པ།, Sher phyin stong phrag brgya pa, al Toh. 8) quando, su richiesta di Sucandra (tibetano: ཟླ་བ་བཟང་པོ Zla ba bzang po), il re del Dharma (dharmarāja) del mitico regno di Śambhala, il quale voleva conseguire il Dharma senza abbandonare il mondo, si manifestò nello stūpa di Śrī Dhānyakataka (དཔལ་ལྡན་འབྲས་སྤུངས་ཀྱི་མཆོད་རྟེན, dPal ldan ’bras spungs kyi mchod rten; nei pressi di Amārvati, Sud dell'India), insegnando il Kālacakratantra al re e a una vasta assemblea di devoti divini e umani..
Rientrato nel segreto regno di Śambhala, Sucandra comporrà questo mūlatantra in dodicimila versi insegnandolo ai suoi sudditi, insieme a un commentario in sessantamila versi. Ambedue questi testi sarebbero andati perduti. Sucandra avrebbe anche eretto un gigantesco maṇḍala tridimensionale trasformando Śambhala in un regno buddista ideale con 960 milioni di villaggi.
Secondo questa tradizione religiosa il regno segreto di Śambhala dovrebbe collocarsi a nord del fiume Sita (oggi fiume Tarim, nel Turkestan orientale).

### Descrizione del regno buddista di Śambhala
Una delle descrizione più esaustive di questo regno segreto viene riportata nel Dang po'i sangs rgyas dpal dus kyi 'khor lo'i lo rgyus dang ming gi rnam grangs, opera del dotto poligrafo tibetano del XVIII secolo KLong rdol bla ma Ngag dbang blo bzang.
Essendo un regno di seguaci del tantrismo, le sue caratteristiche fisiche riflettono i simboli questa via spirituale: la sua forma è quella di un gigantesco fiore di loto, circondato da gigantesche montagne innevate, presenti, unitamente a splendidi boschi e laghi, anche negli interstizi dei petali di loto che costituiscono il regno.
La parte centrale del fiore di loto si eleva leggermente e lì si colloca la capitale di questo regno, Kalapa, che possiede un diametro di dodici leghe e su cui sono stati eretti palazzi costruiti con l'oro, l'argento, con pietre preziose di ogni genere che rendono a tal punto splendente la capitale che la Luna piena al suo confronto emette un pallido bagliore. Per questa ragione la notte, a Kalapa, non può essere distinta dal giorno.
All'interno di questi palazzi sono collocati degli specchi di cristallo che consentono di vedere ciò che accade lontano. Allo stesso modo sui soffitti sono collocati dei lucernari che consentono di osservare i corpi celesti e la vita che lì si conduce. Tutti i palazzi della capitale sono circondati da alberi dai legni aromatici che profumano l'aria per miglia. Gli arredamenti dei palazzi di Kalapa sono preziosi e di perfetta fattura.
A nord della capitale sorgono dei picchi in cui sono raffigurati migliaia di volti di buddha, bodhisattva e deva. Mentre a sud di Kalapa si collocano profumate foreste di sandalo, con, ai loro lati, due laghi di dodici leghe di diametro dove uomini e nāga trascorrono il tempo in piacevoli attività su barche adornate di gioielli.
Al centro del bosco, questo posto tra i due laghi, si colloca il maṇḍala tridimensionale eretto da Sucandra. Questo mandala, costruito con i cinque metalli preziosi (oro, argento, turchese, corallo e perle) si sviluppa per quattrocento cubiti di ampiezza.
Ogni petalo di cui si compone Śambhala contiene 120 milioni di villaggi, essendo otto i petali complessivamente il regno segreto ospita 960 milioni di villaggi. Su dieci milioni di villaggi vigila un governatore sottomesso al re, quindi vi sono 96 di questi governatori che insegnano al popolo le dottrine del Kālacakratantra.
Le case di Śambhala sono piacevoli a vedersi, erette su due piani ospitano i loro ricchi abitanti dai corpi sottili. I più poveri di Śambhala posseggono comunque centinaia di forzieri ricolmi di gioielli. Gli uomini indossano abiti di cotone dal colore bianco o rosso, mentre le donne vestono meravigliosi abiti di colore bianco o blu riccamente disegnati.
Non esistono rei, punizioni o prigioni a Śambhala in quanto i suoi abitanti sono naturalmente virtuosi. Gli abitanti del regno non soffrono di alcuna malattia o sofferenza e ottengono l'illuminazione in questo corpo e in questa vita mediante le corrette pratiche religiose.

### Le profezie
Intorno al XII secolo, secolo in cui numerosi buddisti abbandonano l'India oggetto della conquista islamica, si attestano delle leggende tibetane che profetizzano degli accadimenti lungo i secoli che riguardano questo regno segreto. Il mito vuole che tra il primo re Sucandra, autore del Paramādibuddhatantra e l'ottavo re Mañjuśrīkīrti, autore della sua sintesi che corrisponde al noi pervenuto Kālacakratantra si collochino altri sei re, ognuno con la durata del proprio regno di cento anni: Candra, Devendra, Tejavsi, Candradatta, Deveśvara, Viśvarupa e Deveśa. Il successore di Deveśa sarà il primo a vedersi assegnato l'appellativo di kulika ("detentore del lignaggio; རིགས་ལྡན, rigs ldan).
Anche i kulika si avvicenderanno al trono di Śambhala ogni cento anni. Così il secondo kulika risulterà Puṇḍarīka (པད་མ་དཀར་པོ, Pad ma dkar po) autore del commentario al Kālacakratantra indicato con il titolo Vimalaprabhā ("Luce immacolata", Vimalaprabhānāmakālacakratantraṭīkā དུས་འཁོར་འགྲེལ་བཤད་དྲི་མེད་འོད། dus 'khor 'grel bshad dri med 'od, ai Toh. 845/1347).
Attualmente a Śambhala regnerebbe il XXI kulika/kalkin Aniruddha (མ་འགགས་པ, Ma 'gags pa; regno 1927-2027), mentre il suo successore sarà Narasiṃha (མི་ཡི་སེང་གེ Mi yi seng ge, regno: 2027-2127).
Secondo il mito, quando il XXV kulika/kalkin, Rudracakrī (དྲག་པོ་འཁོར་ལོ་ཅན Drag po 'khor lo can) salirà al trono di Śambhala nell'anno 2327, il re dei miscredenti (detti mleccha, "barbari"; tibetano: ཀླ་ཀློ, kla klo, Lalo; intende qui i musulmani) scoprirà l'esistenza di Śambhala e condurrà le sue truppe oltre il fiume Sītā per il tentativo della sua conquista prevista per il 2425.
Allora Rudracakrī, riunito un esercito e con l'aiuto di dodici grandi divinità, lo annienterà, ristabilendo sulla Terra il Dharma del Kālacakratantra per altri diciotto secoli.

## Il mito di Shamballa in Occidente

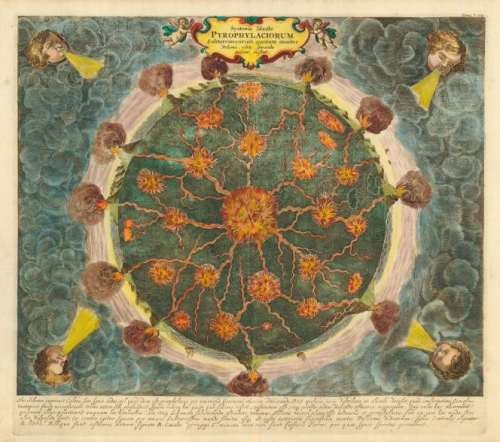
Illustrazione di Athanasius Kircher da Mundus Subterraneus (1665), che raffigura una palla di fuoco al centro della Terra. Secondo i sostenitori della sua esistenza, il regno di Shamballa sarebbe in gran parte sotterraneo, in accordo con la teoria della terra cava.

Oltre che presso i tibetani, il mito di Shamballa ha goduto di particolare fortuna anche in Occidente, in cui analogamente è stata ritenuta la dimora di uomini e donne perfetti, capaci di vivere in una condizione di costante armonia e di recepire energie da altri mondi.
Già agli inizi del I secolo Apollonio di Tiana, a seguito del suo viaggio in India come riportato nella sua biografia Vita di Apollonio di Tiana di Flavio Filostrato, aveva fornito una testimonianza riguardo ad un paese trans-himalayano, nel quale, secondo questi resoconti, egli si sarebbe trattenuto per diversi mesi. Qui sarebbe venuto in contatto con «uomini estremamente saggi che hanno il dono della preconoscenza» e dai quali rimase particolarmente colpito per i traguardi scientifici e mentali raggiunti dai suoi abitanti, al punto che si limitò ad annuire quando il loro re gli disse: «chiedici quel che vuoi, poiché ti trovi tra persone che sanno tutto».
Nel 1626 due membri portoghesi dei gesuiti, João Cabral ed Estêvão Cacella, partirono dall'India per cercare la mitica Shambhala, senza però riuscire a trovarla. Il loro viaggio si rivelò comunque fruttuoso per le conoscenze che essi riportarono, diventando inoltre i primi europei a raggiungere il Bhutan, ed a soggiornarvi per parecchi mesi.
Presso la Società Teosofica sorta sul finire del XIX secolo, Shamballa fu identificata come la dimora di esseri spirituali particolarmente evoluti, membri della cosiddetta Fratellanza Bianca, proveniente da Venere, e qui residenti in forme invisibili in una dimensione eterica inaccessibile a chi non sia dotato di chiaroveggenza. Il Re del mondo, Sanat Kumara, dirigerebbe i destini del mondo da questo rifugio chiamato anche «Isola Bianca». Da allora il mito di Sahamballa si fuse in Occidente con quello di Agarthi.
Shamballa divenne quindi un tema ricorrente nell'esoterismo che andò ad alimentare anche il misticismo nazista. Tra il maggio 1938 e l'agosto 1939, cinque membri delle Waffen-SS, guidati dall'ufficiale e zoologo Ernst Schäfer, parteciparono ad una spedizione in Tibet finanziata dall'organizzazione Ahnenerbe per studiare la mitologia e i costumi locali al fine di trovare indizi che indicassero una parentela tra l'antico popolo tedesco e gli abitanti di Shambala.
Nel videogioco d'avventura dinamica Uncharted 2: Il covo dei ladri, questa spedizione riveste un ruolo importante all'interno della trama, incentrata per l'appunto sulla ricerca dell'accesso a Shambala, e un personaggio di nome Karl Schäfer, presumibilmente più giovane di Ernst, compare come personaggio secondario.